# سيدي الزوين
سيدي الزوين هي قرية وجماعة قروية تقع في ولاية مراكش   ائرة لوداية بجهة مراكش آسفي، المغرب،تبعد عن مراكش ب حوالي 30 KM وبلغ عدد سكانها 14.954 نسمة حسب الإحصاء العام للسكان والسكنى لسنة 2014.
يمكن لزائريها استكشاف المعلمة العتيقة المتواجدة بها. وهي المدرسة العتيقة لتحفيض القران وعلوم الدين .حيث يدرس بها العديد من طلاب العلم والفقه وحفض القران الكريم بمقر زاوية الامام سيد الزوين رحمة الله عليه =والتي يسهر على تسييرها العديد من احفاد الشيخ المذكور =ولا ننسى ان ندكر الاهتمام الملكي بالزاوية حيث يخصص لها عاهل البلاد هبة ملكية سنوية لتشجيع منتسبيها على الاستمرار في اعداد أفواج مسترسلة من حفظة القران 
يعتبر السوق الأسبوعي الدي يقام كل يوم احد في وسط القرية المتنفس الاقتصادي للمنطقة. حيث يقوم بزيارته العديد من الزوار من اطراف القرية والجماعات والمدن القريبة منها 
انظر أيضا
- عمالة مراكش